# Ценз
Ценз – процедура по вписването на римляните в гражданските регистри и по оценка на тяхното имущество. Учредяването на ценза се приписва на шестия римски цар Сервий Тулий. След установяването на Републиката цензът бил провеждан от консулите, а през 443 пр.н.е. била създадена специална магистратура — цензор. Цензът бил провеждан всеки пет години (този период се наричал „луструм“).

## Права и задължения на цензорите
1. Да оценят имуществото на гражданите и да ги разпределят в съответните триби, класи и центурии, където последните упражнявали гражданските си права да гласуват и да бъдат избирани.
2. Да оформят списъците на двете основни ръководни съсловия – сенаторите и конниците.
3. Да определят размера на държавните приходи и разходи.
Тези им функции ги превръщали в нравствена полиция и им позволявали да решават спорове между държавата и гражданите. В края на Републиката влиянието им намаляло.